# Chiesa di Nostra Signora del Carmine (Cremolino)
La chiesa di Nostra Signora del Carmine è la parrocchiale di Cremolino, in provincia di Alessandria e diocesi di Acqui; fa parte della zona pastorale Ovadese-Genovese.

## Storia
Non è noto il periodo esatto in cui sorse il primo luogo di culto di Cremolino, anche se forse si trattava d'un oratorio annesso al castello.
Nel 1440 risulta che il frate carmelitano Guillielmino ricevette dal padre provinciale il compito di reggere le quattro chiese parrocchiali di Cremolino, delle quali le tre ubicate esternamente al centro abitato erano però pressoché abbandonate.
Il 22 giugno 1473 papa Sisto IV soppresse le tre parrocchie extra moenia e decretò per la chiesa in paese, già intitolata a San Benedetto, la nuova dedicazione alla Beata Vergine del Carmine.
Nel 1806 i carmelitani furono allontanati da Cremolino in seguito ai decreti napoleonici. Nel 1870 si decise di costruire la nuova parrocchiale, i cui lavori iniziarono sei anni dopo; l'opera venne poi conclusa nel 1892.

## Descrizione

### Esterno
La facciata a salienti della chiesa, rivolta a levante, è suddivisa da una cornice marcapiano in due registri, entrambi scanditi da lesene; quello inferiore è caratterizzato dai tre portali d'ingresso e da due finestre circolari, mentre quello superiore, affiancato da volute, presenta centralmente il rosone ed è coronata dal timpano triangolare.
Annesso alla parrocchiale è il campanile a pianta quadrata, costruito nel 1616 e poi sopraelevato di quindici metri alla fine dell'Ottocento; la cella presenta su ogni lato una monofora affiancata da lesene ed è coronata dalla cupoletta poggiante sul tamburo a base ottagonale.

### Interno
L'interno dell'edificio, abbellito da lesene, si compone di tre navate, separate da pilastri; al termine dell'aula si sviluppa il presbiterio, rialzato di due gradini, ospitante l'altare maggiore e chiuso dall'abside semicircolare.
Qui sono conservate diverse opere di pregio, tra le quali l'organo, costruito da Vegezzi-Bossi nel 1914, e alcune tele provenienti dall'antica parrocchiale tardomedievale.